# Cuba en los Juegos Olímpicos de París 1900
Cuba estuvo representada en los Juegos Olímpicos de París 1900 por un deportista masculino que compitió en esgrima.

## Medallistas
El equipo olímpico cubano obtuvo las siguientes medallas:
| Nombre      | Deporte | Competición                         |
| ----------- | ------- | ----------------------------------- |
| Oro         |         |                                     |
| Ramón Fonst | Esgrima | Espada ind. M                       |
| Plata       |         |                                     |
| Ramón Fonst | Esgrima | Espada ind. profesional y amateur M |
| Bronce      |         |                                     |
| —           |         |                                     |